# Prosper Depredomme
Prosper Depredomme (Thouars, França, 26 de maig de 1918 - Anderlecht, 8 de novembre de 1997) va ser un ciclista belga que fou professional entre 1940 i 1954.
En el seu palmarès destaquen dues edicions de la Lieja-Bastogne-Lieja, el 1946 i 1950, així com nombrosos critèriums i curses d'un dia belgues.

## Palmarès
- 1942
  - 1r de l'Omnium de la Ruta i vencedor de la 1a prova
  - 1r del Circuit de les muntanyes flamenques
  - 1r del Gran Premi de Brussel·les
- 1943
  - 1r al Gran Premi de la vila de Zottegem
  - 1r del Critèrium de Brussel·les
- 1945
  - 1r del Critèrium de Brussel·les
  - 1r del Critèrium de Tournai
- 1946
  - 1r de la Lieja-Bastogne-Lieja
  - 1r del Critèrium de Delanney
  - 1r del Critèrium de Schoenewerth
- 1947
  - 1r del Circuit de la Campine
  - 1r del Circuit dels 3 Boscos
  - Vencedor d'una etapa de la Volta a Luxemburg
- 1950
  - 1r de la Lieja-Bastogne-Lieja
  - 1r del Critèrium de Brussel·les
- 1953
  - 1r al Critèrium de Turnhout

### Resultats al Tour de França
- 1947. Abandona (3a etapa)

### Resultats al Giro d'Itàlia
- 1948. Abandona (18a etapa)
- 1951. Abandona (3a etapa)